# Simon Caboche
Pour les articles homonymes, voir Caboche et Coutelier (homonymie).
Simon Caboche ou Simonet Caboche, de son véritable nom Simon le Coutelier, est le chef populaire de la révolte des Cabochiens, une insurrection parisienne favorable au duc de Bourgogne Jean sans Peur au début du XVe siècle. 

## Biographie
Sa mère vendait des tripes à la Boucherie de l'île de la Cité qui était située sur le parvis de Notre-Dame-de-Paris. Le surnom de Caboche provient peut-être du fait qu'il fendait les têtes des bovins et des ovins pour en vider la cervelle et autres organes.  Il fut à la tête de la révolte des Cabochiens qui sévit à Paris d'avril à août 1413. En mai 1413, c'est lui qui conduisit les Bourguignons lors du massacre des Armagnacs à Paris.
En septembre, lors de la reprise en main de la ville par les Armagnacs, il réussit à s'enfuir avec Jean sans Peur. 
Lors du retour du duc à Paris en 1418, après le massacre des Armagnacs, Caboche se tient à l'écart des excès qui le caractérisent et occupe une fonction auprès du duc, loin de l'agitation populaire.